# Teofilius Matulionis

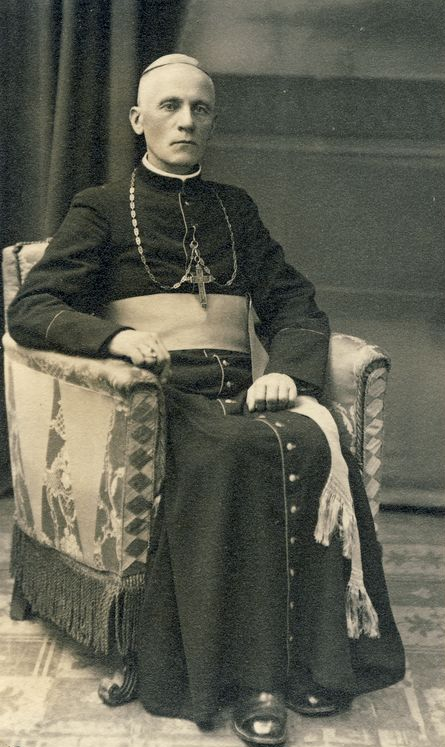
Teofilius Matulionis (1933)

Teofilius Matulionis (* 4. Juli 1873 in der Bauerschaft Kudoriskis, Gemeinde Skiemonys,  Rajongemeinde Anykščiai, Gouvernement Wilna, Russisches Kaiserreich; † 20. August 1962 in Šeduva) war ein litauischer Geistlicher und römisch-katholischer Bischof von Kaišiadorys. In der katholischen Kirche wird er als Seliger verehrt.

## Leben
Teofilius Matulionis wurde als zweiter Sohn des Bauern Jurgis Matulionis und dessen Frau Ona geboren. Er arbeitete zunächst als Lehrer, dann studierte er Philosophie und Theologie am Priesterseminar in Sankt Petersburg. Am 17. März 1900 empfing er das Sakrament der Priesterweihe. Er war als Seelsorger im lettischen Bikova tätig und später in Petrograd. Im Jahr 1922 wurde er durch die Kommunisten zum ersten Mal verhaftet und verbrachte zwei Jahre im Gefängnis.
Papst Pius XI. ernannte ihn am 8. Dezember 1928 zum Weihbischof in Mahiljou und zum Titularbischof von Matrega. Die Bischofsweihe spendete ihm der Untergrundbischof Antoni Malecki heimlich am 9. Februar des folgenden Jahres.
Im Jahr 1929 wurde Bischof Matulionis erneut verhaftet und zunächst ein Jahr in Leningrad inhaftiert, dann zu zehn Jahren Lagerhaft verurteilt. Diese verbrachte er zunächst im Gulag auf den Solowezki-Inseln im Weißen Meer und ab 1931 in einem Lager nahe Leningrad. Die harte Arbeit in der Forstwirtschaft, Hunger, Kälte und Misshandlungen durch die sowjetischen Kommunisten setzten dem körperlich Geschwächten zu, konnten seine geistige Standfestigkeit jedoch nicht erschüttern. Später wurde er in ein Gefängnis in Moskau verlegt.
1933 erwirkte die litauische Regierung seine Freilassung. Bischof Matulionis war in den Folgejahren Seelsorger des Benediktinerinnenkonventes in Kaunas und besuchte die litauischen Gemeinden in die Vereinigten Staaten. Nach einer Audienz bei Papst Pius XI. am 24. März 1934 kniete er nieder, um den päpstlichen Segen zu empfangen. Doch der Papst hob ihn empor, kniete seinerseits nieder und sagte: „Du bist ein Märtyrer. Du bist derjenige, der den Segen spendet.“ Im Jahr 1940 wurde er zum leitenden Militärseelsorger der Litauischen Armee ernannt.
Papst Pius XII. ernannte ihn am 9. Januar 1943 zum Bischof von Kaišiadorys.
Im Jahr 1946 wurde er erneut verhaftet, und zwar wegen eines Hirtenbriefes, in dem er die Gläubigen gebeten hatte, für das Wohl der Gesellschaft zu beten. Dies wertete das Ministerium für Staatssicherheit der UdSSR als einen antisowjetischen Akt, insofern ein Gebet für das Wohl der Gesellschaft so gedeutet werden könne, als habe die sowjetische Gesellschaft ein Gebet nötig, als sei sie nicht schon vollkommen. Bischof Matulionis wurde – ohne ein Gerichtsverfahren – zuerst in einem Moskauer Gefängnis inhaftiert, dann nach Sibirien deportiert und schließlich nach Mordwinien. Erst im April 1956 wurde er entlassen. Das Verbot, sein Bischofsamt auszuüben, blieb bestehen. Er lebte, im Hausarrest und unter Beobachtung des KGB, in den Pfarrhäusern in Birštonas, dann in Šeduva. Wenige Monate, bevor er an den Folgen der Misshandlungen in den Gefängnissen und Lagern starb, zeichnete ihn Papst Johannes XXIII. mit dem persönlichen Titel eines Erzbischofs aus.

## Seligsprechung
Nach dem Ende der Sowjetherrschaft wurde der Seligsprechungsprozess eingeleitet. Papst Franziskus erkannte am 1. Dezember 2016 das Martyrium Teofilius Matulionis’ an. Die Seligsprechung nahm der Kardinalpräfekt der Kongregation für die Selig- und Heiligsprechungsprozesse, Angelo Amato, im Auftrag des Papstes am 25. Juni 2017 in Vilnius vor. Teofilius Matulionis’ liturgischer Gedenktag ist der 14. Juni.